# 필라차노
필라차노(이탈리아어: Filacciano)는 이탈리아 라치오주 로마현에 위치한 코무네다. 로마로부터 북쪽 40km 거리에 있다.

## 인프라 및 운송

### 도로
- SP 20 / a: 필라차노를 나차노 및 폰차노와 연결한다.

짧은 기간 동안 이 지역은 아우토스트라다 A1을 가로지른다.